# Askja
Askja (1516 m n. m.) je stratovulkán ležící v samém středu islandské Vysočiny. Oblast kolem sopky je přístupná jen několik měsíců v roce. Oblast byla užívaná během tréninku programu Apollo pro přípravu kosmonautů. Askja byla prakticky neznámá až do erupce z 29. března 1875, která spustila vlnu emigrací z Islandu. Tehdy se do atmosféry uvolnilo velké množství sopečného popela a sopečných plynů, které daly vzniknout až 27kilometrovému oblaku zasahujícímu až do stratosféry.
Poslední erupce vulkánu Askja se uskutečnila v roce 1961.

## Erupce v roce 1875

### Předehra sopečné erupce

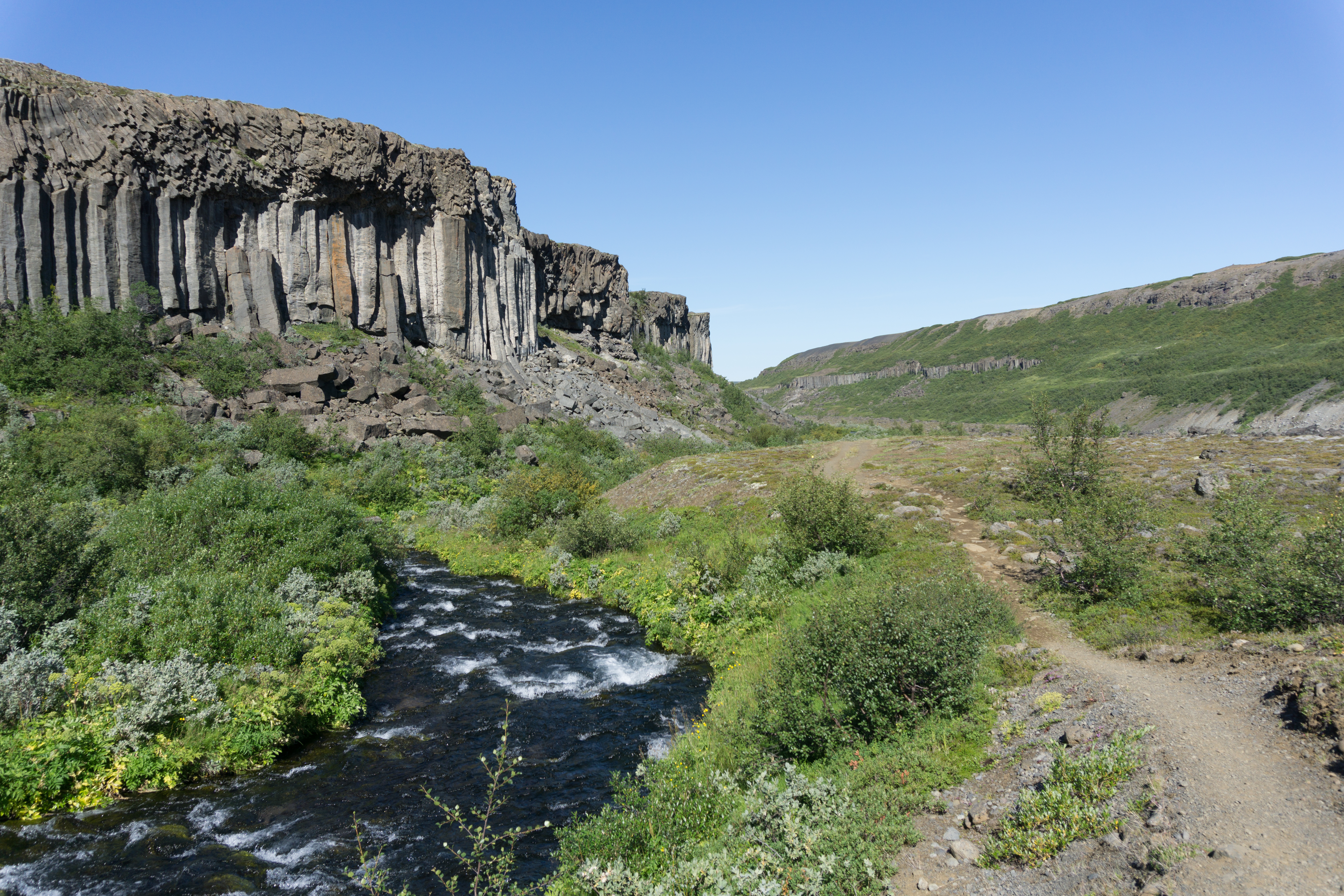
Čedičové skalní útvary na trase mezi Dettifossem a Ásbyrgi

Před tím, než v roce 1875 začala sopka Askja soptit, spala téměř 400 let. Její probuzení mělo podobu erupce, která vyvrhla obrovské mračno sopečného prachu a popela, šířící se postupně nad kontinentální Evropu. Samotné probuzení ale nebylo náhlé. Náznaky, že se v této opuštěné části Islandu něco chystá, přicházely již od začátku 70. let devatenáctého století. Tehdy se země v severovýchodní části ostrova začala významně chvět. V únoru 1874, tedy přibližně rok před erupcí, několik farmářů spatřilo v dáli na horizontu v místech, kde leží Askja, hustou mlhu. V prosinci otřesy zesílily, byly cítit v rozsáhlých oblastech severního Islandu. Začátkem ledna 1875 stoupalo z oblasti Askji mračno kouře, načež oblast severovýchodního Islandu 3. ledna pokryla tenká vrstva sopečného prachu. Byl to neblahý posel nadcházející sopečné erupce.
Během let 1874 a 1875 otevřela série zemětřesení v přibližně 100 kilometrů dlouhém pásu protínajícím sopku Askju síť prasklin, po kterých se k povrchu začalo dostávat magma. Dne 18. února 1875 proniklo až na povrch, a to v oblasti Sveinagja přibližně 40 kilometrů od Askji. Sopečná erupce trvala několik měsíců a odhaduje se, že se na povrch dostalo okolo 0,3 km³ lávy. Tato erupce ale nebyla jediná, láva totiž začala vytékat v malém množství i na dalších místech v okolí. Tři dni před tím, než se láva v oblasti Sveinagja začala rozlévat, navštívila Askju čtveřice farmářů z okresu Mývatn. Ti se chtěli dozvědět, co se u Askji odehrává a proč se celé okolí dramaticky otřásá. Odvážlivcům se naskytl pohled na začátek vzniku rozsáhlého sopečného kráteru. Území o velikosti přibližně 3 až 4 hektarů totiž leželo přibližně o deset metrů níže než okolní sopečné pláně. Pozorovatelé spatřili současně i trojici míst svědčících o probíhající sopečné činnosti. V okolí jednoho z nich se nacházel přibližně 85 metrů vysoký sopečný kužel, z jehož středu byly do výšky 350 metrů vyvrhovány úlomky sopečných hornin.

### Probuzení sopky
Askja se naplno probudila k životu v noci z 28. na 29. března 1875, kdy během krátké, přibližně 17 hodin trvající sopečné erupce vyvrhla do atmosféry velké množství sopečného prachu a popela. Takto krátký okamžik stačil k tomu, aby se sopka nesmazatelně zapsala do historie Islandu.

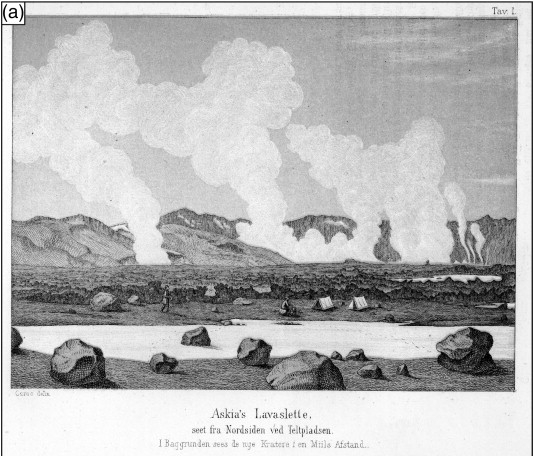
Vulkanická aktivita v oblasti Askji v roce 1875. (Ilustrace z knihy J. F. Johndstrupa "Om de å̊ret 1875 forefaldne vulcanske Udbrud paa Island" z roku 1877´).

Během erupce se na povrch dostala ryolitová láva, tedy tavenina bohatá na křemík. Částečky křemíku se v roztavené hornině spojovaly do malých řetízků, čímž způsobily snížení její pohyblivosti. Tavenina proto nebyla dobře propustná pro sopečné plyny, které se z ní uvolňovaly s poklesem tlaku způsobeného vahou nadložních hornin. V přívodní žíle, po které magma vystupovalo, proto začal dramaticky narůstat tlak. V určitý moment byl tlak plynů v magmatu natolik velký, že překonal soudružnost okolních hornin a následně došlo k velice silnému a dramatickému výbuchu.
Během první hodiny sopečné erupce uniklo ze sopky obrovské množství sopečných plynů. Ty během svého úniku trhaly okolní lávu a horniny na malé kousky a unášely je s sebou do okolní atmosféry. Nad místem erupce záhy začalo vznikat mračno sopečného prachu a popela, které neustále rostlo. Přibližně po první hodině sopečná erupce ustala. Po devíti hodinách se znovu ozvala kousek na sever od místa původního výbuchu. Vystupující magma se na novém místě dostalo do kontaktu s podzemní vodou, došlo tak k tzv. freatomagmatické erupci. Magma totiž začalo okamžitě ohřívat vodu, a ta se měnila na páru. Jelikož pára zabírá větší objem než voda, opětovně začal narůstat v podzemí tlak. Došlo k dalšímu výraznému výbuchu s vyvržením mračna sopečného materiálu do atmosféry. Výbuch za sebou zanechal kráter Víti, který je dnes oblíbeným místem ke koupání. Jezero v kráteru totiž obsahuje vodu o teplotě okolo 30 °C.
Po tomto výbuchu se sopka na další dvě hodiny odmlčela. Následně se farmářům bydlícím na východě Islandu nejblíže k sopce naskytl děsivý obrázek. K nebi začal z místa erupce růst obrovský sopečný mrak. Askja totiž vstoupila do erupce pliniovského typu, tedy nejničivějšího typu sopečné erupce, které lidstvo zná. Nad sopku náhle vyrostlo kilometry vysoké mračno tvořené směsí žhavých úlomků sopečných hornin a plynů. Vlivem ochlazování žhavého mračna a s tím vznikajících doprovodných hustotních nestabilit mračna došlo ke vzniku pyroklastických proudů – zvláštního druhu proudů tvořených směsí žhavých plynů a sopečných hornin „tekoucích“ krajinou a ničících vše, co jim stálo v cestě. Askja takto běsnila následujících 5 až 6 hodin.
Lidstvo v ten den bylo svědkem jedné z nejsilnějších sopečných erupcí, ke které v 19. století došlo. Naštěstí ale k explozi došlo v neobydlené části Islandu, samotná exploze proto nikoho nezabila.

### Sopečné mračno se vydává na cestu
Odhaduje se, že Askja během erupce vyvrhla do atmosféry 1,8 km³ sopečných úlomků, tzv. tefry. Většina vyvrženého sopečného materiálu byla okamžitě odnášena větrem nad východní Island. Přibližně v půl čtvrté ráno začal sopečný prach a popel dopadat na domy a pastviny vzdálené 70 kilometrů východně od Askji. Nejprve přišel příval šedého jemnozrnného prachu měnícího se při kontaktu s vodou na mazlavé bláto, poté začaly padat větší úlomky hnědé pemzy a černé tefry obsahující kousky sopečného skla a bílé krystaly křemene.
Spad sopečného materiálu ale s sebou nepřinesl jen kusy sopečných hornin, ale také jedovaté látky, síru, fluor a chlór, které otrávily místní pastviny. Obzvláště tvrdě byla zasažena oblast fjordů na východě země, kde kvůli otravě začala umírat hospodářská zvířata, načež začali strádat i lidé. To podnítilo k odchodu z ostrova tisíce Islanďanů, kteří zamířili převážně do Spojených států amerických a do Kanady. Exploze Askji tak zvětšila množství těch, kteří se na konci 19. a začátku 20. století rozhodli svůj rodný ostrov opustit. Odhaduje se, že mezi roky 1870 až 1915 odešla přibližně čtvrtina populace ostrova, což mělo významné dopady na celý Island.
Mračno ale ve svém šíření pokračovalo i mimo území Islandu. Větry ho odnášely dále na východ, krátce na to zasáhlo severní Evropu. V Norsku, Švédsku, Německu či Polsku začali lidé záhy zaznamenávat spad sopečného prachu a přítomnost mračna v atmosféře. (Dnes víme, že to nebylo poprvé, co se materiál z Askji v Evropě objevil. Geologické mapování hornin napříč Evropou odhalilo, že před přibližně 11 tisíci lety se sopečný prach z exploze této sopky dostal až do Rumunska.)

### Obhlídka místa
Mračno nad Evropou dalo vědět, že na Islandu explodovala další sopka. Jako první oblast Askji navštívil William Lord Watts s dvojicí islandských průvodců 16. nebo 17. července 1875. Trojici se naskytl neuvěřitelný pohled. V místě, kde se dříve nacházela „hladká“ sopečná pláň, byl najednou kráter trojúhelníkového tvaru s délkou jedné ze stran okolo dvou kilometrů a obvodem okolo osmi kilometrů. Ze stěn kráteru, odborně nazývaného sopečná kaldera, se stále odlamovaly obrovské skalní bloky a mizely v jeho útrobách. Členové expedice se stali přímými svědky zvětšování kaldery.
Další zprávy máme ze 7. a 8. února 1876, kdy se do oblasti vydala dvojice místních farmářů Jón Þorkelsson a Sigurður Kráksson. I oni odhadovali obvod kaldery na osm kilometrů a hloubku kráteru na 650 až 800 metrů. Dnes se vědci domnívají, že tento odhad byl značně nadhodnocený, protože pozdější expedice zjistily mnohem menší hloubku. Dvojice Islanďanů se rozhodla slézt na dno kráteru, kde objevili jezero s horkou vodou. Na východním a severním okraji jezera našli řadu bublajících pramenů a míst, kde ze země unikala pára.
V roce 1876 se do oblasti dostala i vědecká expedice tvořená dánsko-islandskou dvojící geologů Frederickem Johnstrupem a Þorvaldurem Thoroddsenem a poručíkem Corocem, který zhotovil detailní mapy kráteru. Našli protažený, 4,58 x 2,5 km velký sopečný kráter o hloubce 232 metrů, na jehož dně se rozkládalo jezero o průměru přibližně 1394 metrů. Spatřili, jak okolí jezera obkružuje série prasklin a stěnu kráteru protíná žíla sopečného skla v podobě obsidiánu. Trojici se podařilo udělat velice cenné a unikátní pozorování, pozdější expedice tyto útvary již nespatřily.
Za pozornost stojí i německá expedice z roku 1907 tvořená Walterem von Knebelem, Maxem Rudloffem a Hansem Spethmanem. První dva jmenovaní vyjeli 10. července na malé lodi na hladinu jezera Öskjuvatn, načež záhadně zmizeli. Do dnešních dní se nepodařilo vysvětlit, co za jejich zmizením stálo. Nicméně v roce 2014 došlo v oblasti kaldery k události, která by mohla být vodítkem: 21. června došlo na svahu Askji k utržení ohromného bloku hornin a jeho následnému sesunutí do jezera. Sesuv způsobil vznik přibližně 30 metrů vysoké vlny, která se přehnala po hladině jezera. Je proto možné, že se dvojice Němců plavila na jezeře zrovna v době, kdy k podobnému sesuvu došlo.
Během sopečné erupce Askji z roku 1875 vznikla jedna z nejmladších sopečných kalder, které se na povrchu Země nacházejí. Dříve se vědci domnívali, že kaldera je důsledkem odtoku části magmatu v podzemí do přibližně 60 kilometrů vzdálené oblasti Nýjahraun. Tam totiž došlo mezi únorem a říjnem 1875 k sopečné činnosti doprovázené nepravidelnými výlevy lávy. Nicméně výzkum z roku 2012 tuto představu vyvrací. Dobová pozorování totiž dokládají, že kaldera se utvářela přibližně po čtyřicet let od sopečné erupce. Tedy příliš dlouho na to, aby existovala přímá spojitost se sopečnou činností v oblasti Nýjahraun. Detailní výzkum tvaru kaldery navíc napovídá, že množství vyvrženého materiálu odpovídá přibližně jejímu objemu. Kaldera tedy nejspíše vznikla zřícením bloků hornin do prostoru, který předtím vyplňovalo magma.

## Skutečná velikost Askji

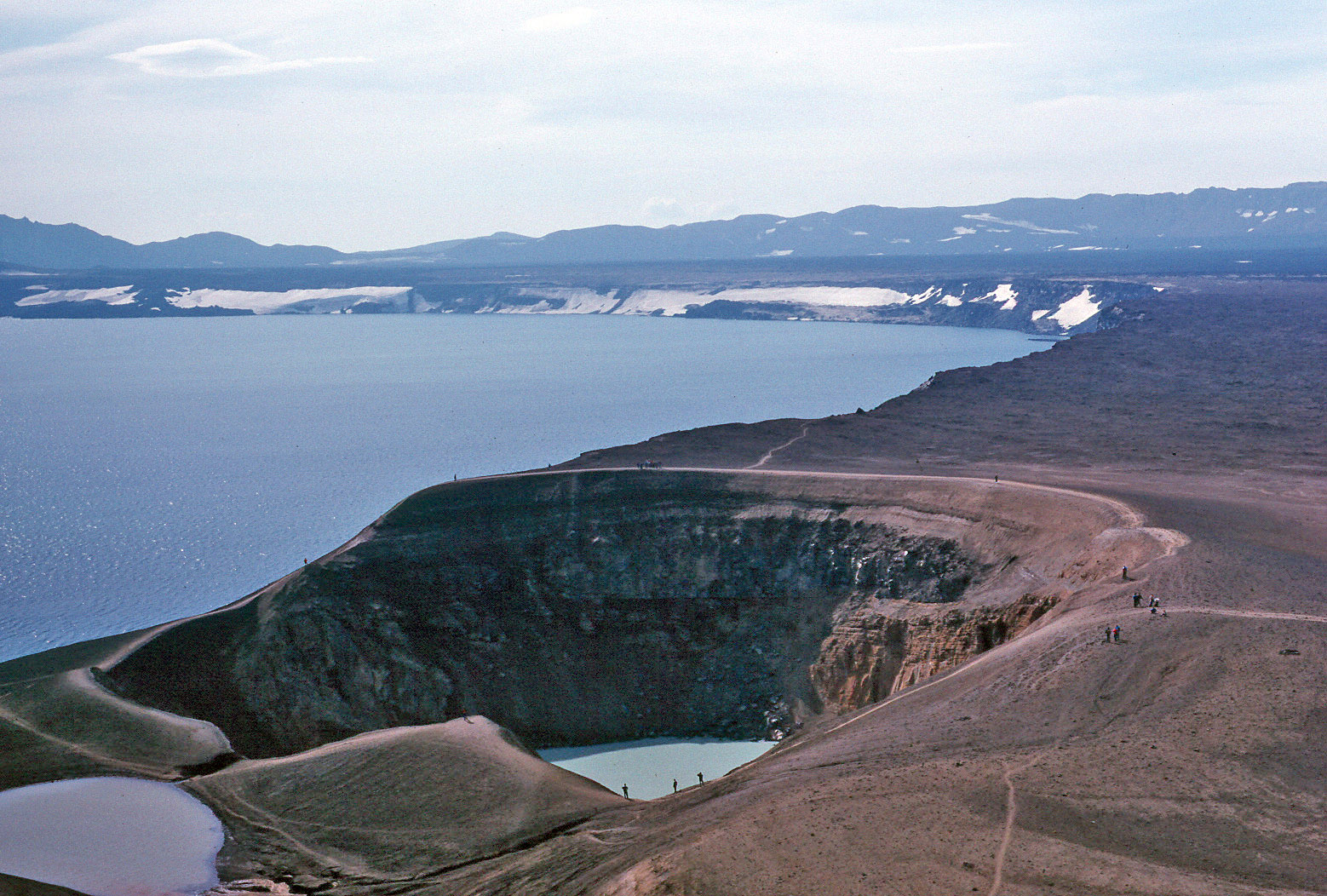
Geotermální jezero Víti v kráteru při severním okraji velké kaldery

Když si prohlédnete jezero Öskjuvatn na leteckých či satelitních fotografiích, všimnete si, že se na severu a západě nachází horský pás. Na jeho úpatí začíná hladká lávová pláň. Ta je ve skutečností pozůstatkem starší, přibližně osm kilometrů velké sopečné kaldery, která je dnes z valné části vyplněna právě mladšími lávovými proudy. Na jejím severním okraji je možné rozlišit pozůstatky ještě jedné, nejstarší kaldery, která je dnes pod lávou téměř kompletně skryta. Snímky tedy napovídají, že vznik rozsáhlého sopečného kráteru není pro Askju ojedinělou událostí, docházelo k němu opakovaně v různých dobách. Na Askju se proto není možné dívat jako na jediný kráter s jezerem Öskjuvatn, ale jako na mnohem větší sopku.
Askja je totiž součástí rozsáhlého sopečného komplexu, který leží v oblasti tzv. Severní sopečné zóny Islandu. Tato sopečná zóna je přibližně 1800 km² velká a vedle Askji do ní spadá i sopka Krafla či Kverkfjöll. Komplex je přibližně 10 až 15 kilometrů široký a okolo 100 kilometrů dlouhý. Za svůj vznik vděčí přítomnosti rozbíhavého rozhraní dvou litosférických desek, které se od sebe vzdalují přibližně rychlostí dvou centimetrů za rok. Kvůli tomu se pod Askjou odehrávají významné deformace podloží, které jsou mnohem výraznější než v jiných částech Islandu. Po vznikající sérii prasklin může následně stoupat k povrchu magma, které se zde nachází relativně „mělce“ pod povrchem. Kvůli tomu v oblasti dochází k časté sopečné činnosti, jak například dokládá i šestice lávových výlevů, ke kterým v oblasti Askji došlo ve 20. letech 20. století.

## Současné erupce
K poslední erupci Askji došlo v roce 1961, když se na okraji kaldery otevřela prasklina, ze které se vylilo malé množství (přibližně 0,09 km³) bazaltové lávy. Od té doby se začala sopka sesedat. Mezi lety 1983 až 1998 oblast poklesla přibližně o 75 centimetrů, a to pravděpodobně díky tuhnutí magmatu v kůře. Jak totiž magma tuhne, zmenšuje svůj objem. Sesedání by proto značilo, že k sopce neproudí nové magma. V červnu 2010 se ale do oblasti Askji navrátily otřesy země. V dubnu 2012 bylo jezero Öskjuvatn překvapivě bez ledu. Přitom led zpravidla na jezeře vydrží do června či července. Na Islandu se proto začalo zvažovat, jestli se sopka opětovně neprobouzí k životu a jestli pod ní zase nezačalo vystupovat k povrchu magma.

## Seznam vulkanických forem komplexu Askja
- Štítové vulkány
  - Fjarholaydyngja
  - Flatadyngja
  - Flotudyngjuhraun
  - Kollottadyngja
  - Litladyngja
  - Svartadyngja
  - Veggejabunga
- Kaldery
  - Öskjuvatn
- Krátery
  - Herdubreidartaglagjoska
  - Skalaralda
  - Vikraborgir